# Renke Prevo
Renke Prevo (27 februari 1959) is een Nederlands voormalig voetballer die uitkwam voor FC Den Haag. Hij speelde als aanvaller.